# Antillochernes biminiensis
Antillochernes biminiensis är en spindeldjursart som beskrevs av William B. Muchmore 1984. Antillochernes biminiensis ingår i släktet Antillochernes och familjen blindklokrypare. Inga underarter finns listade i Catalogue of Life.